# Проспект Достык (Алма-Ата)
Проспект Достык (каз. Достық даңғылы, в 1870—1887 годах — улица Соборная, в 1887—1919 годах — улица Губернатора Колпаковского, до 1995 года проспект Ленина, с осени 1995 года назван Достык) — проспект в городе Алма-Ата. Находится в Медеуском районе между улицами Пушкина и Зенкова. Начинается с пересечения с проспектом Жибек Жолы, пересекает улицу Гоголя, затем прерывается парком имени 28 гвардейцев-панфиловцев, продолжается с улицы Казыбек би (бывшая Советская), пересекает улицы Толе би (бывшая Комсомольская), Богенбай батыра (бывшая Кирова), Карасай батыра (бывшая Виноградова), Кабанбай батыра (бывшая Калинина), Жамбыла, Шевченко, Курмангазы, проспект Абая, улицы Сатпаева, Жолдасбекова, Ньютона, Армянскую, проспект аль-Фараби, улицы Кажымукана, Рубинштейна, Клочкова, Митина, Крючкова, Байжанова, переходит в улицу Керей-Жанибек хандар (бывшая Горная), которая представляет собой шоссе до Медеу.

## История
Исторически формировался в конце XIX века от Большой Алма-Атинской станицы до Каргалинского шоссе, позднее по Малому Алма-Атинскому ущелью в связи с его хозяйственным освоением. На проспекте, обсаженном пирамидальными тополями и частично благоустроенными тротуарами, располагались главные здания и сооружения Верного: Гостиный двор, Общественное собрание, почта и телеграф; в горах — мельницы, крупорушки, пивоваренный и свечной заводы, госпиталь, дачные участки верненцев. Имел название «улица Колпаковского» в честь русского генерала, одного из крупнейших деятелей завоевания Средней Азии Колпаковского Герасима Алексеевича.
В годы установления советской власти на проспекте жил М. В. Фрунзе, горсовет посетил М. И. Калинин, создавались первые партийные и общественные организации города.
В 1970 году в ознаменование 100-летия со дня рождения В. И. Ленина была завершена мемориальная застройка проспекта Ленина. Район реконструкции, расположенный в юго-восточной являлся связующим между городской застройкой и окружающим горным ландшафтом, центром города и зонами массового отдыха жителей в предгорьях Заилийского Алатау, новым спортивным комплексом «Медео». Благодаря автодороге, реконструированной в условиях сильно пересечённого рельефа, по проспекту Ленина стало возможно подняться почти до самых ледников (3100 м). На проспекте были созданы обширные курдонёры и площади перед высотной гостиницей «Казахстан», республиканским Дворцом пионеров, Домом политпросвещения Алма-Атинского обкома Компартии Казахстана, Дворцом имени В. И. Ленина. Расположение объектов на пересечении с проспектом Абая и площадью имени Л. И. Брежнева положило начало созданию одного из главных градостроительных узлов города. Воплощённый в жизнь мемориальный комплекс проектировался архитекторами Т. К. Басеновым, В. Ш. Гершбергом, А. И. Петровым, Н. И. Рипинским и другими.

## Здания

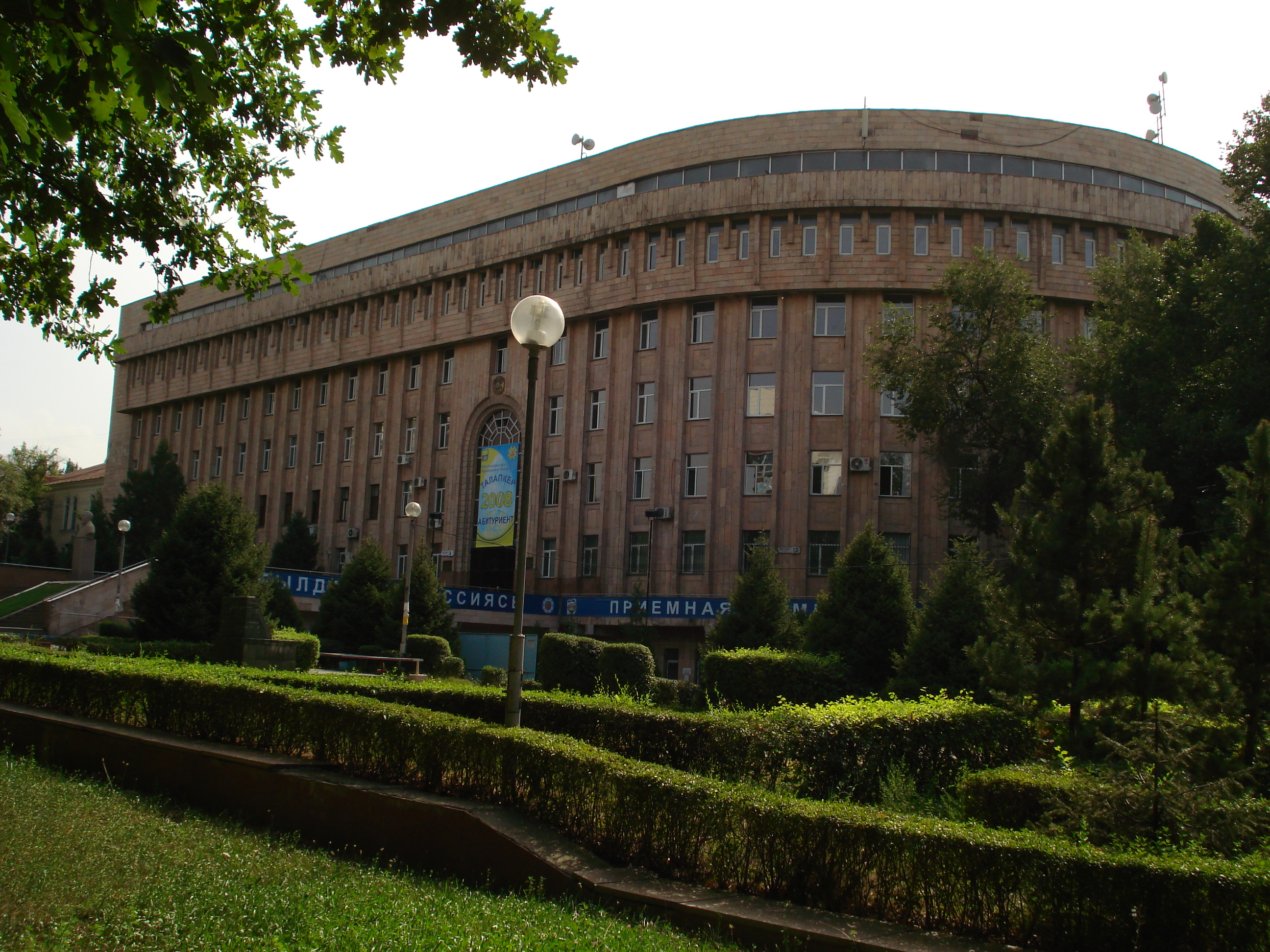
КазНПУ имени Абая
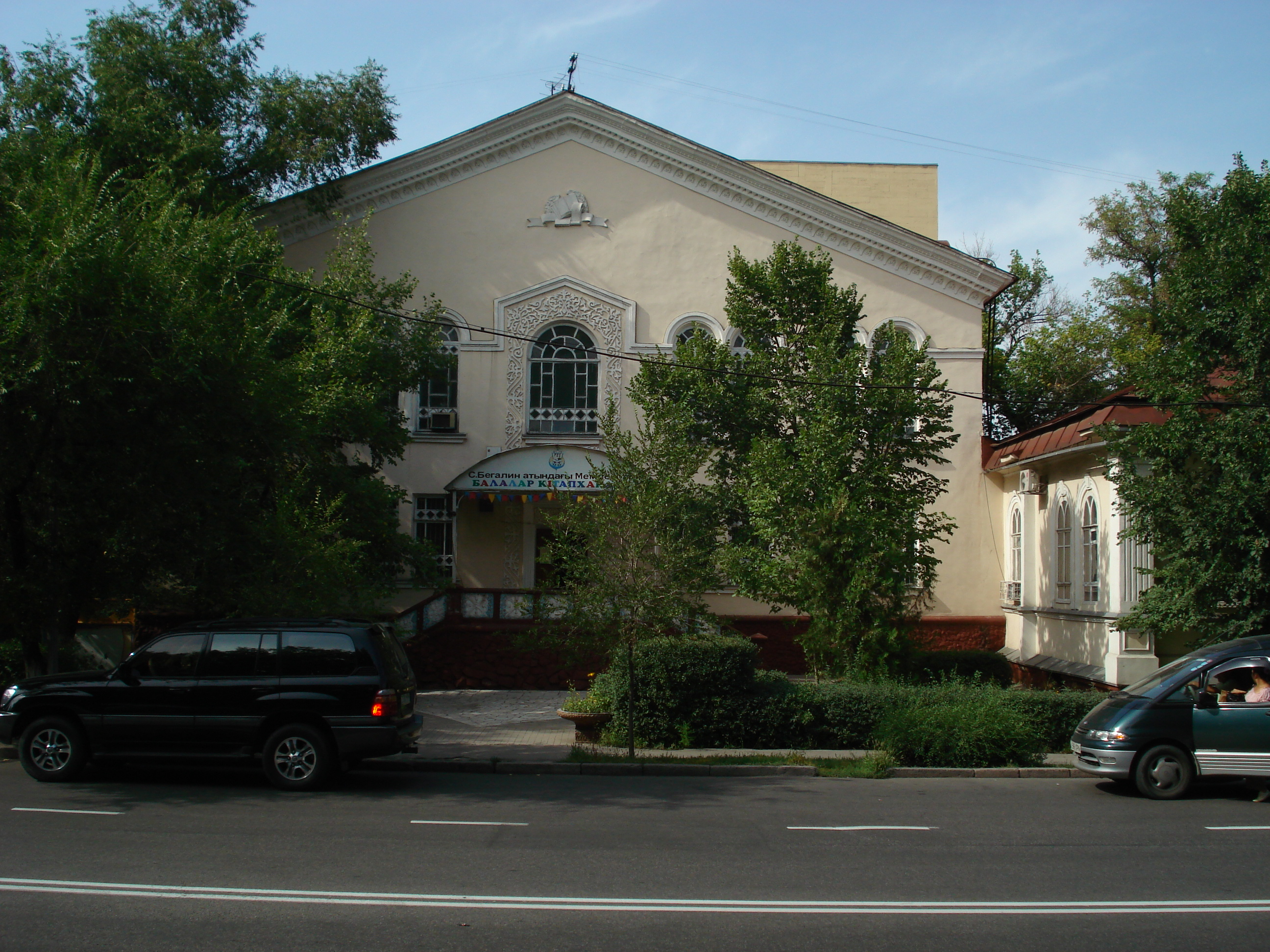
Детская библиотека имени С. Бегалина

Казахский национальный педагогический университет (главный корпус) (Достык, 13).
Государственная республиканская детская библиотека имени С. Бегалина (Достык, 15 — Толе би, 27). На углу проспекта Достык и улицы Толе би находится здание постройки 1910 года, где размещался пансион Верненской мужской гимназии, с 1919 года — Верненский городской комитет комсомола. В дальнейшемного лет в этом доме находилась Республиканская библиотека имени А. С. Пушкина (ныне Национальная библиотека). Сейчас в этом здании находится Государственная детская библиотека им. С. Бегалина.
Торговый дом «Казахстан» (Достык, 40). Жилой дом, расположенный на углу проспекта Достык и улицы Кабанбай батыра. На его первом этаже размещен торговый дом «Казахстан». Фасад здания был украшен декоративным панно из цветной керамики и майолики «Девушка с сувениром» работы Молдахмета Кенбаева. При реконструкции здания панно было спасено от разрушения и установлено в Парке Коктобе.
Торговый дом «Ресей» (Россия) (Достык, 42, угол улицы Кабанбай батыра). Гастроном был открыт в 1970 году под названием «Россия». Сгорел в результате поджога в 2010 году, был реконструирован и восстановлен под именем супермаркет «Ресей».
«Три богатыря» (Достык, 44). На пересечении проспекта Достык с улицей Жамбыла расположены три 12-этажных здания, которые алматинцы называют «Три богатыря». В цокольном этаже зданий размещался кинотеатр «Искра». Кинотеатр открыт после полной реконструкции (первый кинотеатр нового поколения в Казахстане) и оборудован высококачественным кинопроектором Ernemann (Германия) с системой звукового сопровождения в формате Dolby Digital (Dolby Lab, USA). В кинотеатре функционируют два кинозала по 330 мест. Выше кинотеатра — Археологический музей и Музей геологии, открытые в 1973 году. Экспозиция музея постоянно пополняется за счёт находок археологических экспедиций со всей территории Казахстана. Экспонаты расположены в четырёх отделах музея в хронологическом порядке и рассказывают о развитии человеческого общества на территории края с древнейших времен до позднего средневековья.
Лингвистическая гимназия № 35 (Достык, 59, угол улицы Жамбыла).
Гостиница «Казахстан» (Достык, 52, угол улицы Курмангазы). Построена в 1977 году на 1000 мест. Впервые в Советском Союзе в девятибалльной сейсмической зоне 25-этажное здание строилось без обычных строительных лесов, методом скользящей опалубки, с помощью гидравлических подъёмников. Сплошной железобетонный ствол (ядро здания) установлен на массивной плите 40×60 м, толщиной 180 см. На этот ствол словно нанизаны все этажи высотного здания. Незадолго до завершения строительства здесь был проведён строгий экзамен на сейсмичность. Установленная на верхушке здания особая машина своими колебаниями имитировала землетрясение, а специальные датчики на этажах фиксировали толчки. Сейсмическая устойчивость подтвердилась в 1979 году, во время пятибалльного землетрясения. За архитектуру здания высотной гостиницы «Казахстан» её авторы (Ю. Г. Ратушный, Л. Л. Ухоботов, А. Деев, Н. Матвиец, А. Татыгулов, М. Абдульдинова, В. Краснянский) были удостоены Государственной премии Казахской ССР имени Чокана Валиханова в 1980 году. Высота здания — 102 м, с 1977 по 2008 годы гостиница являлась самым высоким зданием Алма-Аты. Ежегодно принимает около 300 тыс. гостей.

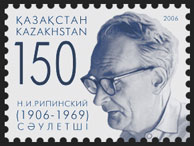
Николай Иванович Рипинский, один из создателей Дворца Республики

Дворец Республики (Достык, 56, угол проспекта Абая). Построен в 1970 году, ранее назывался Дворец культуры имени В. И. Ленина, был открыт в дни празднования 100-летия со дня рождения В. И. Ленина. Коллектив создателей дворца (В. Ю. Алле, В. Н. Ким, Ю. Г. Ратушный, Н. И. Рипинский, А. Г. Соколов, Л. Л. Ухоботов и др.) был удостоен Государственной премии СССР в 1971 году. Объёмно-пространственная композиция здания включает его внутренние объёмы, свободно располагающиеся под единой мощной кровлей (площадь 10 тыс. м²). «Шатёр» кровли опирается на 8 железобетонных опор, а ограждающие конструкции стен, не доходящие до низа кровли, создают впечатление её парения в воздухе. Зрительный зал на 3000 мест, решённый единым амфитеатром, без балконов и ярусов, является центральным местом всей композиции дворца. Цветовое решение зала складывается из белого (потолок), золотистого (стены) и красного (кресла). В планировке вестибюля и фойе дворца использовано сочетание многопланового пространства различных уровней, создание единого целого при помощи промежуточного уровня главного входа и парадных лестниц, опоясывающих фойе с 3-х сторон. Главное фойе (высота 13 м) украшает белоснежная люстра. В отделке вестибюля и фойе нашёл отражение национальный характер сооружения (рисунки линий ограждения, мраморных полов и др.).
Кинотеатр «Арман» (Достык, 104, угол проспекта Абая) — двухзальный кинотеатр, построен в 1968 году.
Казахстанский институт менеджмента, экономики и прогнозирования (Достык, 87 — Абая, 2)
Технико-экономическая академия кино и телевидения (Достык, 110).
Алматинский дворец школьников построен в 1983 году (архитекторы В. Н. Ким, А. П. Зуев, Т. С. Абильдаев и др.). Динамические формы сооружения, расположенного на фоне предгорий Заилийского Алатау, завершают один из красивейших ансамблей города. Ядром композиции является увенчанный куполом зал торжеств, к которому примыкают все группы помещений дворца. Основные мотивы решения интерьеров — мягкость очертаний и светонасыщенность потолков. Просторные аллеи и площадки перед зданием предусматривают возможность проведения массовых мероприятий на открытом воздухе. Здание рассчитано на одновременное посещение 2200 школьников. Имеются зрительный зал (800 мест), помещения для занятий в кружках, спортзалы, обсерватория.
Городская клиническая больница № 5 (Достык, 220, угол улицы Хаджи Мукана) основана в 1975 году на базе 9-й больницы Фрунзенского района.
Гостиница «Премьер-Алатау» построена в 1975 году (архитекторы И. М. Кушнарёв, С. Ж. Темиргалиев, А. П. Петров). Рассчитана на 870 мест.
Академия Пограничной службы КНБ Республики Казахстан , бывшее «погранучилище», (Достык, 103).
Санаторий МВД Казахстана (Достык, 308).
Ледовая арена LUXOR[1]. Находится по дороге к Медеу вдоль проспекта Достык перед улицей Оспанова.

## Памятники

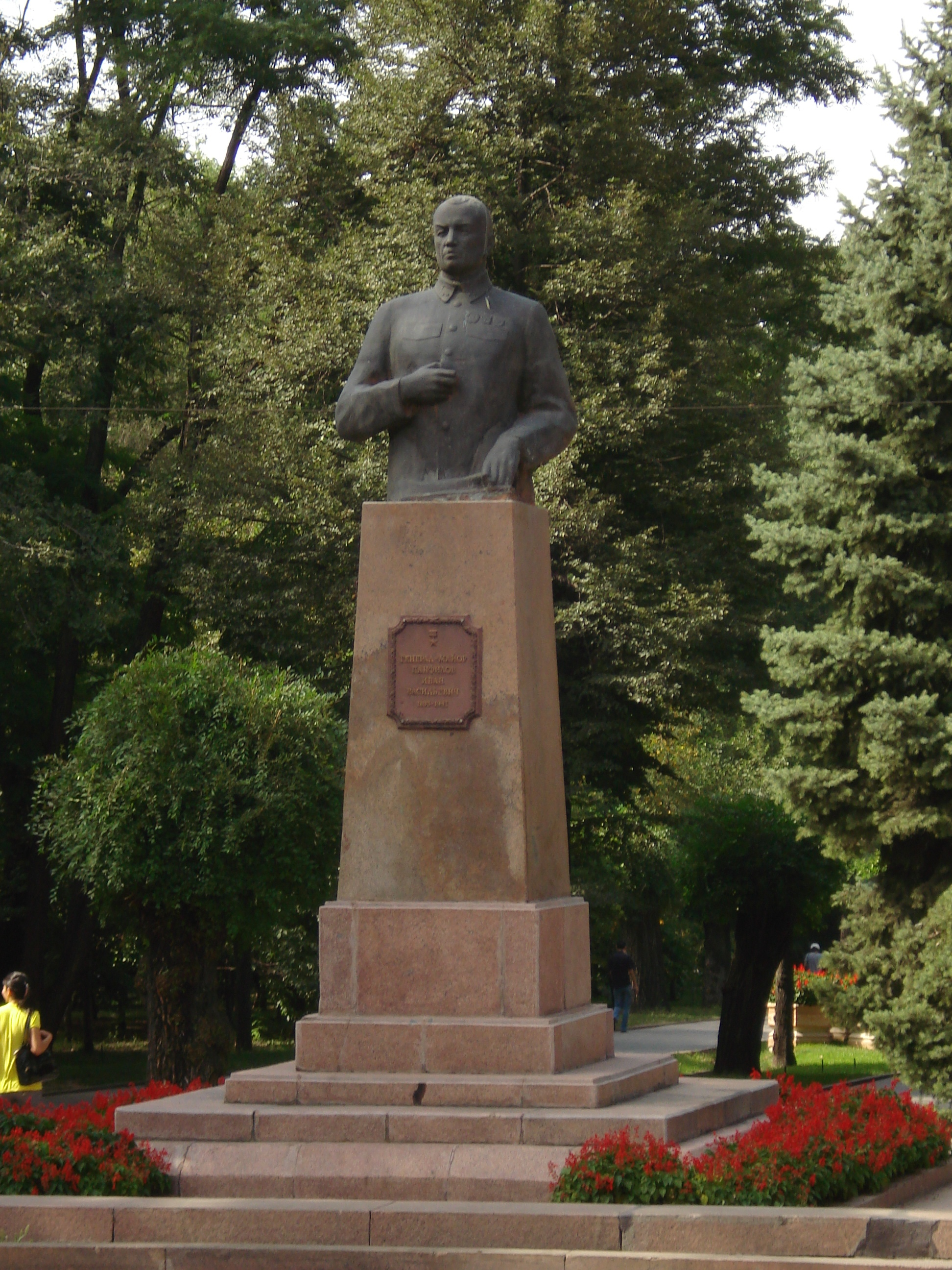
Памятник И. В. Панфилову
Бюст Абая
Памятник Жамбылу Жабаеву
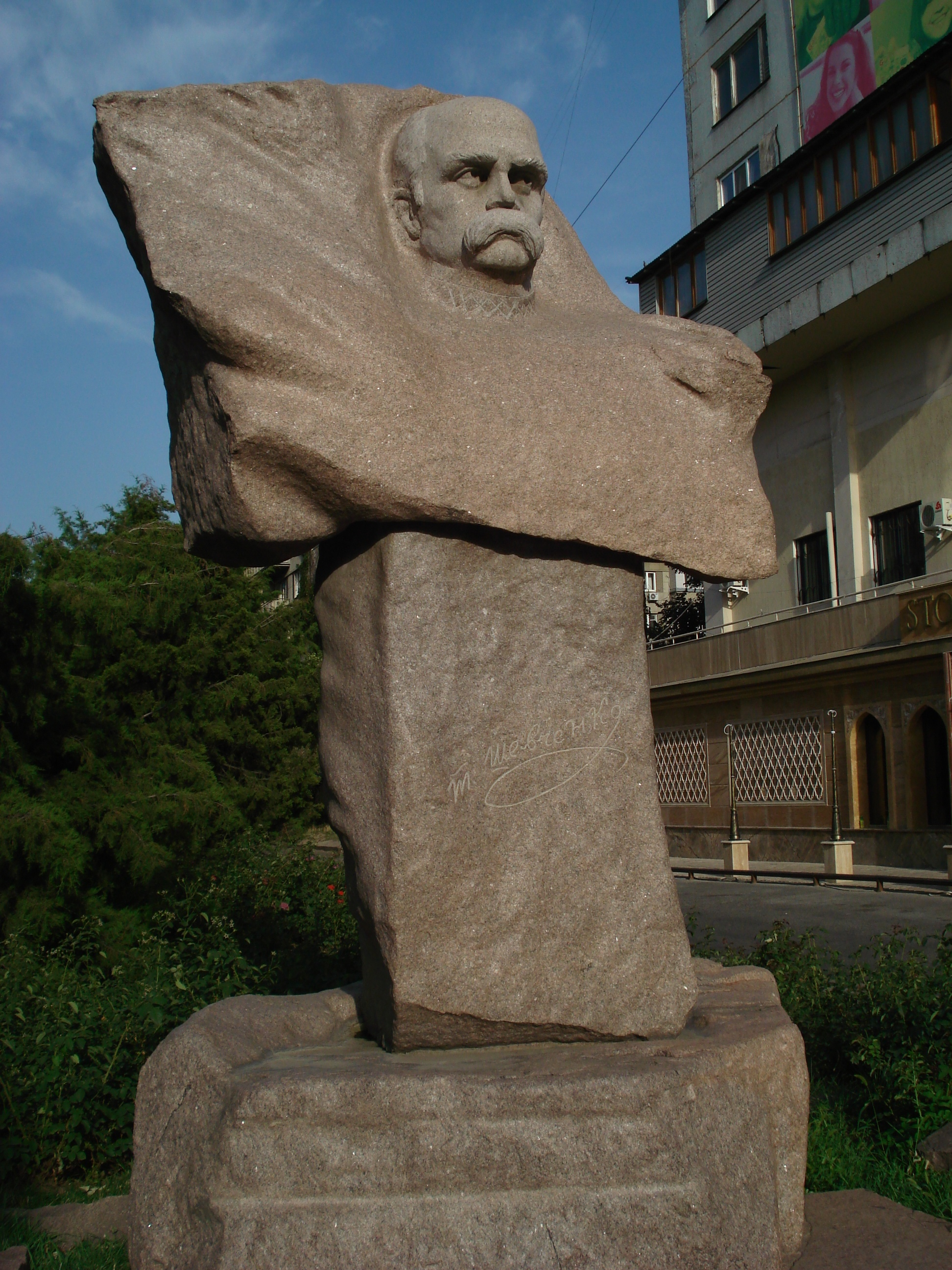
Памятник Тарасу Шевченко
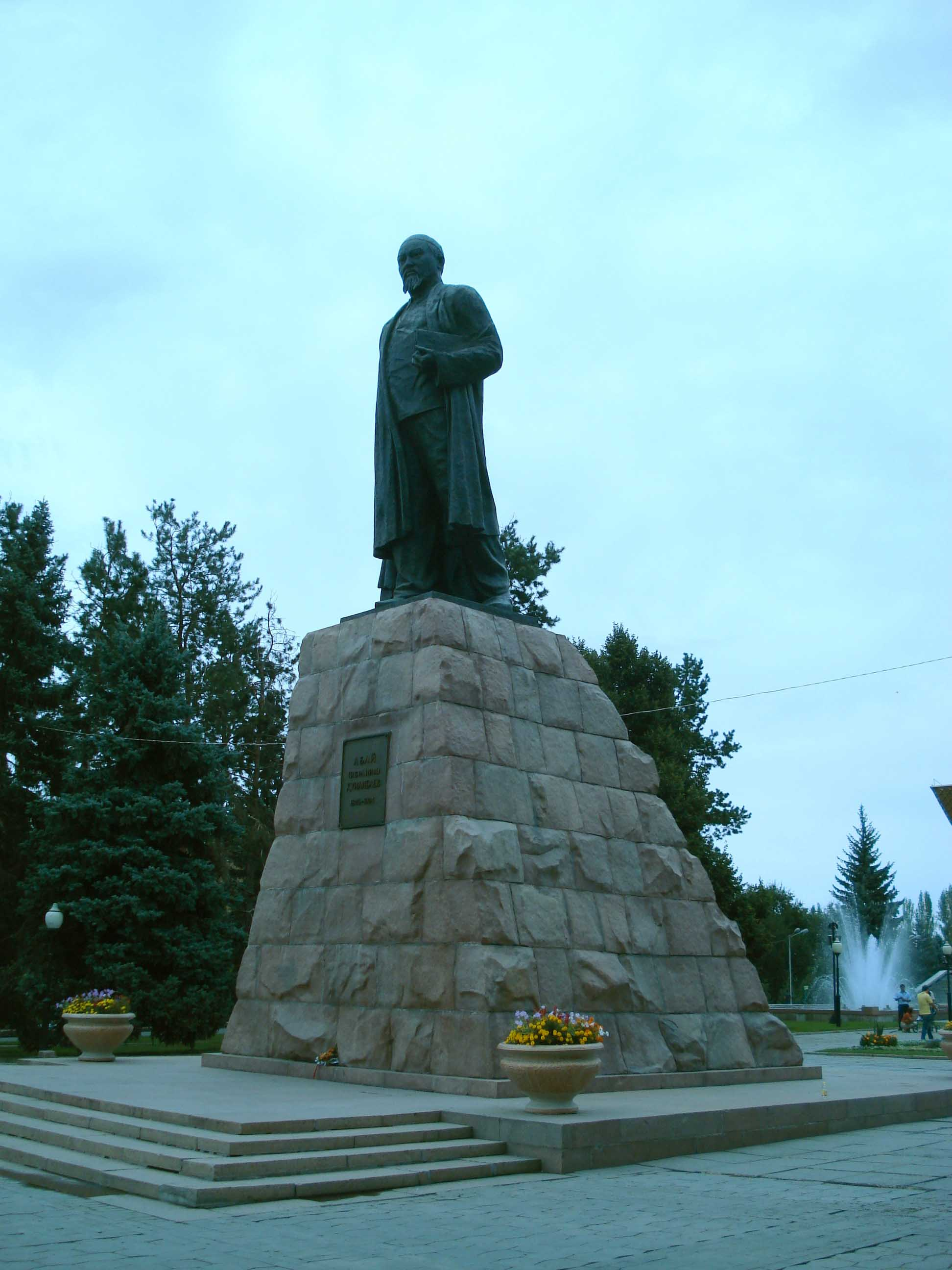
Памятник Абаю
Памятник Гани Муратбаеву

Памятник И. В. Панфилову установлен в 1968 году. Расположен на пересечении проспекта и улицы Казыбек би. Авторы: скульптор — Б. А. Тулеков, архитектор — Т. К. Басенов. Памятник-бюст отлит из бронзы. Высота — 2 м, постамент прямоугольный из серого гранита.
Бюст Абая Кунанбаева. Расположен у входа в главный корпус КазНПУ имени Абая
Памятник Жамбылу Жабаеву расположен на пересечении проспекта с улицей Жамбыла перед кинотеатром «Искра». Новый памятник Жамбылу Жабаеву был установлен к 150-летию акына в 1996 году. Скульптор — Х. Наурызбаев. Памятник великому поэту отлит из бронзы и передает образ акына в момент творческого состояния. Акын задумчиво смотрит в даль, держа при этом в левой руке домбру.
Памятник Тарасу Шевченко. Памятник украинскому кобзарю, поэту Т. Г. Шевченко, который проживал в Казахстане во время ссылки (1847—1857), был установлен на пересечении проспекта с улицей Шевченко в 2000 году в честь девятой годовщины независимости Украины. Был сделан в Житомирской области скульптором Виталием Рожиком.
Памятник Абаю Кунанбаеву расположен на площади Абая перед Дворцом Республики, установлен в 1960 году. От подножия памятника начинается проспект Абая, который уходит на запад, через весь город, к новым жилым районам. Авторы памятника: скульптор Х. И. Наурызбаев, архитектор И. И. Белоцерковский. Общая высота монумента 13,7 м. Скульптура отлита из бронзы. Форма постамента — трапециевидная, выполнена из красного гранита. Фигура Абая — в движении. В левой согнутой руке он держит книгу, а правой придерживает полы накинутого на плечи чапана. Голова мыслителя выполнена объёмно. Лицу придано выражение задумчивости, взгляд устремлён в будущее.
Памятник Гани Муратбаеву — руководителю молодёжных организаций края в начале 1920-х годов расположен в центре зелёного сквера перед фасадом Алматинского дворца школьников.